# Васино (Чеховский район)
Васино — деревня в Чеховском районе Московской области, в составе муниципального образования сельское поселение Стремиловское (до 28 февраля 2005 года входила в состав Стремиловского сельского округа), деревня связана автобусным сообщением с райцентром и соседними населёнными пунктами.

## Население
| 2002 | 2006 | 2010 |
| ---- | ---- | ---- |
| 9    | ↘2   | ↘1   |

## География
Васино расположено примерно в 20 км на юго-запад от Чехова, на запруженном безымянном левом притоке реки Нара, высота центра деревни над уровнем моря — 168 м. На 2016 год в Васино зарегистрировано 1 садовое товарищество.

## Усадьба

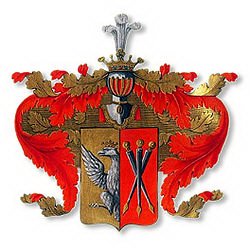
Герб рода Вельяминовых, с которыми связана история усадьбы Васино

Около деревни расположена усадьба Васино. Сохранились заброшенный деревянный одноэтажный с антресолями главный дом в стиле ампир 1815 года постройки и заросший пейзажный парк из смешанных пород деревьев.
Усадьба была основана, по видимому, во второй половине XVIII века прапорщицей А.И. Плаховой и затем принадлежала её наследникам. В середине XIX века — усадьба переходит чиновнику 7 класса П.Ф. Вельяминову. Во второй половине столетия — помещице А.Н. Вечесловой, далее до 1917 года депутату серпуховского дворянства П. П. Костылеву.
После 1917 г. усадьба была национализирована, её главное здание использовалось как военный комиссариат, позднее как школа и как общежитие для учителей.
В 1920-х гг. в доме ещё находилась дорогие мебель, картины, книги и фарфор, судьба которых неизвестна.
В 1974 г. усадьба получила статус памятника истории и культуры.
В 2014 г. усадьбу в льготную долгосрочную аренду для проведения реставрации получила компания ASG, принадлежащяя бизнесмену Алексею Сёмину. Наряду с усадьбой Васино, компания занимается восстановлением нескольких других усадеб в Подмосковье.
По состоянию на 2018 год в усадьбе был проведён комплекс противоаварийных работ.